# مكي تال
مكي تال (بالإنجليزية: Maki Tall)‏ (30 أكتوبر 1995 بواشنطن العاصمة في الولايات المتحدة - ) هو لاعب كرة قدم أمريكي في مركز الهجوم. لعب مع نادي ليل.

## وصلات خارجية
- مكي تال على موقع الاتحاد الدولي (مؤرشف)  (الإنجليزية)
- مكي تال على موقع رابطة كرة القدم الفرنسية للمحترفين (الإنجليزية)
- مكي تال على موقع قاعدة بيانات كرة القدم.إي يو (الإنجليزية)
- مكي تال على موقع ليكيب (الفرنسية)
- مكي تال على موقع Soccerway.com (الإنجليزية)